# ExtraTorrent
O ExtraTorrent foi lançado em 2006 como um dos primeiros índices abertos de links magnéticos e arquivos torrent baseados no protocolo BitTorrent. Após o fechamento do KickassTorrents em julho de 2016, o ExtraTorrent se tornou o segundo maior banco de dados de torrents do mundo, ficando atrás apenas do The Pirate Bay.
O serviço encerrou as atividades em 17 de julho de 2017 após pressão da indústria do entretenimento com a seguinte mensagem (traduzida): "ExtraTorrent foi desligado de forma permanente. ExtraTorrent com todos os seus arquivos ficará offline. Nós iremos apagar permanentemente todos os dados. Fique longe de clones e sites falsos do ExtraTorrent. Obrigado a todos que apoiaram o ExtraTorrent e a comunidade torrent. ExtraTorrent já era... 17 de maio de 2017."
Apesar de todo o conteúdo ter sido apagado, ainda é possível visualizar o layout do site na página oficial.
Alternativas incluem BitTorrent, uTorrent ou The Pirate Bay, embora os Torrents tenham caído em desuso. 